# Трёхгорный Вал
Трёхго́рный Вал — улица в Пресненском районе Центрального административного округа города Москвы. Проходит от Рочдельской улицы до улицы Красная Пресня, часть бывшего Камер-Коллежского вала.

## История улицы
Нынешнее название получила в 1922 году, бывшее название — улица Трёхгорный Камер-Коллежский Вал.
Возникла на участке Камер-Коллежского вала, проходившем через урочище Три Горы. Юго-западная оконечность этого участка (часть бывшей 1-й Звенигородской улицы) в 1966 году была включена в состав улицы 1905 года. В 1967 году в улицу был включен Верхний Трёхгорный переулок.

## Застройка улицы

### Нечётная сторона улицы
По нечётной стороне улицы расположены три жилых дома под номерами NN 1, 3, 5, высотностью в 9 этажей. Далее, по этой стороне улицы, расположен городской парк Декабрьского восстания.

### Чётная сторона улицы
По чётной стороне улицы расположены старые дома бывших общежитий Трёхгорной мануфактуры, ныне - жилые дома.
Далее, новый жилой дом "Трилогия", пристроенный к аналогичному общежитию (казарме) семейных рабочих той же Трёхгорной мануфактуры.
Следом идут дома, застройки 1960-1970 гг.
Оканчивается улица зданием, построенным компанией "МcDonalds".

## Интересные факты о улице
- в здании Трёхгорный вал, дом 6, построенном как столовая-кухня Трёхгорной мануфактуры, в 1929 году был организован Дом культуры. С 1993 года здесь открывались и закрывались следующие ночные клубы: "Пилот", "Зима", "Опера". С марта 2010 года (после пожара), здание находится в аварийном состоянии.

## Общественный транспорт
- Станция метро  Улица 1905 года — в конце улицы.
- Автобусные маршруты № т18, т54, 366, м32, с344.